# Torrington, Connecticut
Torrington är en stad i Litchfield County i delstaten Connecticut, USA med cirka 35 655 invånare (2002).